# Sozialistische Arbeiterpartei Deutschlands (1931-1945)
 Ikke at forveksle med Sozialistische Arbeiterpartei Deutschlands (1875).
 Der er for få eller ingen kildehenvisninger i denne artikel, hvilket er et problem. Du kan hjælpe ved at angive troværdige kilder til de påstande, som fremføres i artiklen.

Sozialistische Arbeiterpartei Deutschlands (SAPD eller SAP, dansk: Det socialistiske arbejderparti) ) var et tidligere venstresocialistisk, marxistisk politisk parti, der blev stiftet den 4. oktober 1931 i Berlin og som bestod frem til 1945. Partiet spillede en betydelig rolle i modstanden mod nazismen. 

## Oprettelsen
I 1931 brød seks socialdemokratiske rigsdagsmedlemmer og del af SPDs øvrige venstrefløj ud af partiet. I det kommunistiske parti havde der siden 1929 eksisteret en antistalinistisk opposition, kendt som KPO. Desuden fandtes der et lille uafhængigt socialdemokratiske parti (USPD) under ledelse af Theodor Liebknecht. Disse tre grupperinger dannede SAP i efteråret 1931. 

## I byråd og landdag
SAP fik valgt ét medlem af landdagen i Hessen ved Rhinen. I andre landdage var SAP repræsenteret af frafaldne socialdemokrater og kommunister. SAP blev repræsenteret i adskillige kommunalbestyrelser. I nogle få kommuner fik partiet absolut flertal. 

## I opposition mod nazismen
I perioden 1933-1945 spillede partiet en rolle i den antinazistiske opposition inde i Tyskland. En del af partiets medlemmer flygtede dog, hvorefter de deltog i antinazitisk virksomhed i udlandet. 

### Efter 1945
Efter 1945 tilsluttede de fleste af SAP's medlemmer sig SPD. Dette gjaldt også for Willy Brandt, der blev det mest kendte af de tidligere medlemmer af SAP.